# Blastoom
Een blastoom is in de geneeskunde een tumor uitgaande van blasten, cellen waaruit zich andere cellen vormen en die dus normaal gesproken een voorloperfunctie hebben. Verschillende vormen zijn: Het retinoblastoom (netvlieskanker), het nefroblastoom (ook wilmstumor genoemd, een vorm van nierkanker), het neuroblastoom, het hepatoblastoom, het pancreatoblastoom en het glioblastoom. Alle zijn vormen van kanker die vooral bij jonge kinderen optreden. Erfelijke vatbaarheid kan een rol spelen in het krijgen van deze tumor, maar dit is niet altijd zo.
De behandeling is afhankelijk van het type blastoom, de leeftijd van de patiënt, het stadium van het blastoom en in hoeverre er uitzaaiing heeft plaatsgevonden. 
Meestal bestaat de behandeling uit chemotherapie, het chirurgisch verwijderen van het blastoom of radiotherapie.